# Afropomus balanoidea
Afropomus balanoidea es una especie de caracol de agua dulce operculado, un molusco gastropodo de la familia Ampullariidae, comúnmente conocidos como caracoles manzana.
Afropomus balanoidea es la única especie del género en los Afropomus. Afropomus es el género tipo de la subfamilia Afropominae.
Sobre la base de la anatomía, sobre todo la del sistema reproductivo, Afropomus parece ser un género primitivo dentro de la Ampullariidae. Esta posición basal de Afropomus dentro Ampullariidae también ha sido confirmado por la filogenia molecular.

## Subespecies
Las subespecies de género Afropomus balanoidea son:
- Afropomus balanoidea balanoidea (Gould, 1850)
- Afropomus balanoidea nimbae Binder, 1963[4] Esta subespecie de Costa de Marfil tiene una espira alta.

## Distribución
La distribución de Afropomus balanoidea incluye:
- Costa de Marfil.[1][4]
- Liberia.[1][4]
- Nigeria.[1][4]
- Sierra Leona.[1][4]
- La localidad tipo es el Monte del Cabo, en Liberia.[1][4]

Su presencia en Ghana es incierta.

## Descripción
La forma de la concha es ovalada.
El ancho de la concha es de 20 mm. La altura de la concha es 22-23 mm.

## Ecología
Afropomus balanoidea vive en agua limpia en las zanjas, arroyos y pequeños ríos. La especie requiere una alta concentración de oxígeno el agua.